# Chiesa di San Giorgio Martire (Bagolino)

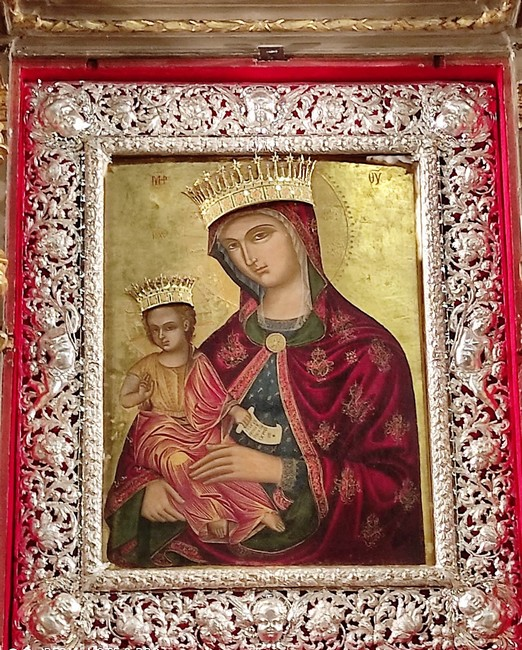
Madonna di San Luca, dall'omonimo altare

La chiesa di San Giorgio Martire è la parrocchiale di Bagolino, in provincia e diocesi di Brescia; fa parte della zona pastorale dell'Alta Val Sabbia.
Viene definita Cattedrale in montagna per le sue dimensioni (terza chiesa come superficie coperta di tutta la provincia di Brescia, dopo il Duomo di Brescia e quello di Montichiari) e i suoi aspetti monumentali e di grande rilievo artistico.

## Storia
Nel 1501 venne costruito il portale d'ingresso della primitiva chiesa e nel 1590 fu realizzato l'organo, opera forse degli Antegnati.
Nella prima metà del XVII secolo il comune di Bagolino, di comune accordo con il prevosto don Serafino Borra, decise di far edificare una nuova parrocchiale; il progetto venne affidato all'architetto Giovanni Battista Lantana, che progettò una chiesa simile a quella bresciana di San Domenico, disegnata a sua volta da Pier Maria Bagnadore.
Nel 1624 iniziarono i lavori di rifacimento e nel 1636 l'edificio fu portato a termine, per poi venir consacrato il 12 febbraio 1652 dal vescovo di Zappata Simon Suma, legato del principe-vescovo di Trento (alla cui diocesi appartenne fino al 1785).
Nel 1681 venne eretto il campanile, la cui guglia, distrutta durante un incendio nel 1779, non fu poi ricostruita, e sul finire del XIX secolo l'organo fu oggetto di un restauro, per poi venir ampliato nel 1932 dalla ditta Frigerio.

## Descrizione

### Esterno
La chiesa sorge su un rilievo roccioso al centro del paese e presenta una facciata a capanna. L'ordine inferiore è anticipato da una serliana che protegge il portale d'ingresso. L'ordine superiore presenta tre ampie finestre. Quella centrale più ampia e voltata a tutto sesto, quelle laterali minori e rettangolari..

### Interno

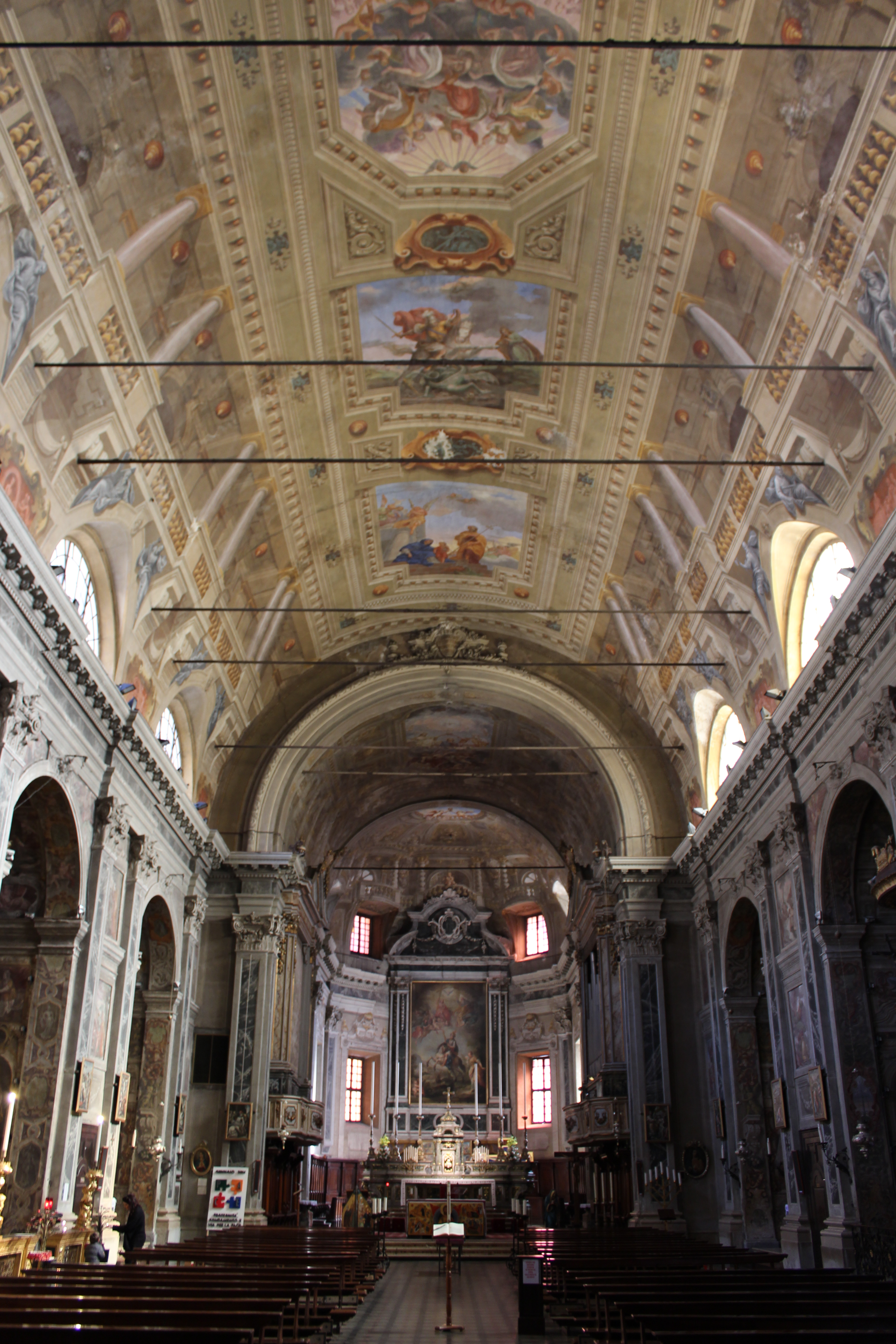
Interno ricco di decorazioni della chiesa

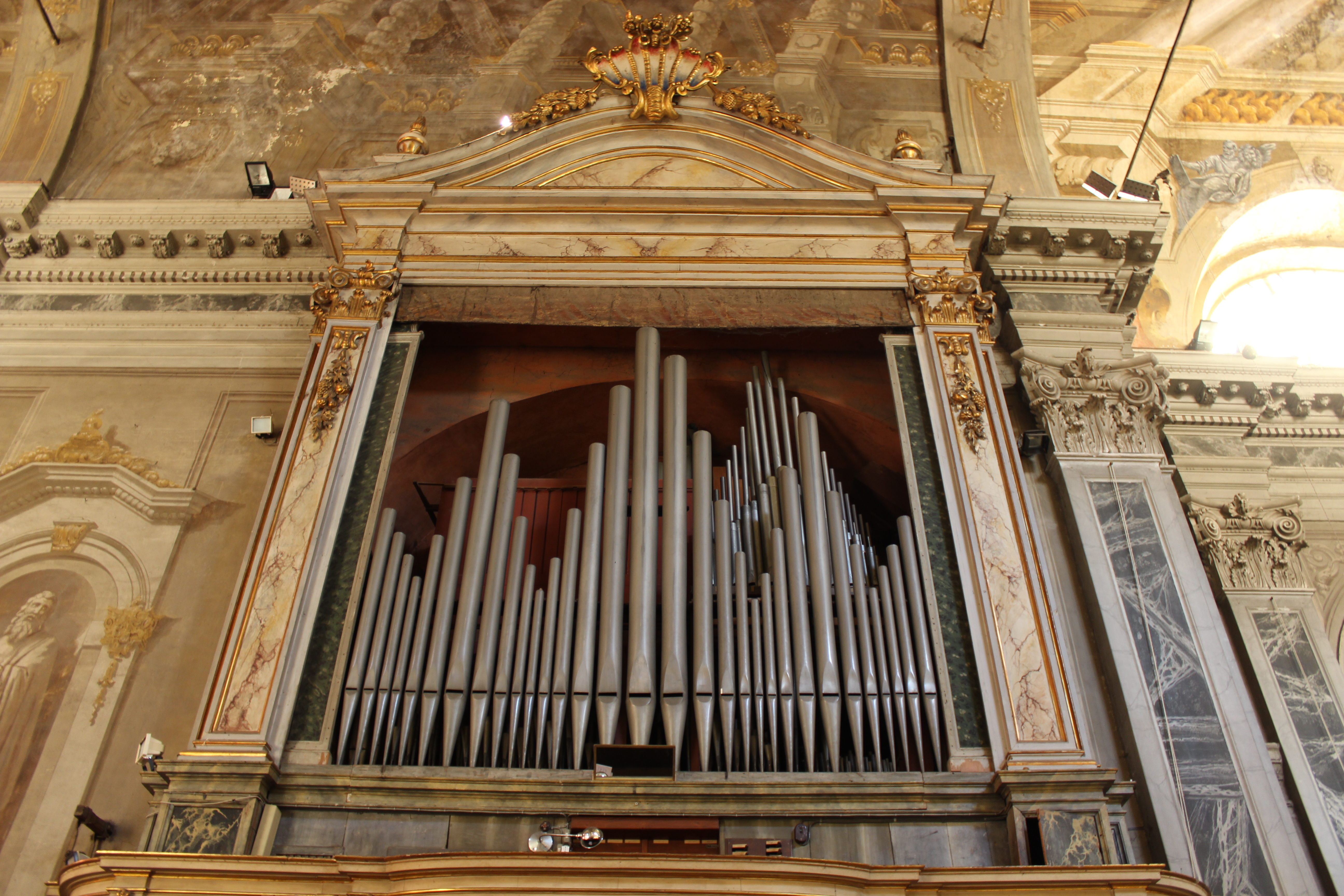
Organo a canne

L'interno è a navata unica con nicchioni laterali dotati di altari. La volta a botte è arricchita da affreschi seicenteschi opera di Tommaso Sandrino Il presbiterio è leggermente rialzato ed a pianta quadrangolare. Ai suoi lati due cantorie, e in quella di destra si trova l'organo a canne. L'abside ha base semicircolare.

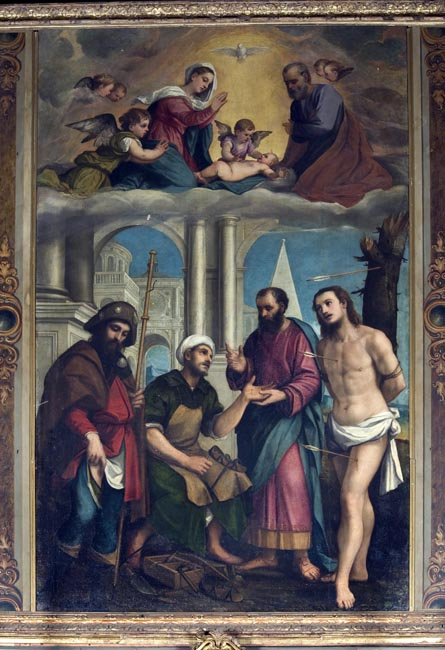
La pala di Sant'Aniano, di Bonifacio Veronese

Si nota subito la volta affrescata, di cui Tommaso Sandrini (1575-1630), caposcuola delle quadrature di Brescia, è l'autore. Con straordinaria bravura egli riuscì a creare una perfetta illusione ottica così da raddoppiare l'altezza della navata incorporando gli 8 finestroni. Camillo Rama (1586-1630?) è l'autore degli affreschi inseriti nelle quadrature, e di quelli nei nicchioni.
Nel primo nicchione di destra è collocata una tela che rappresenta S. Agostino e S. Monica con la Vergine e il Bambino, attribuita a Pietro Marone; nel secondo nicchione di destra si trova un quadro rappresentante San Lorenzo tra San Giovanni Battista e San Pietro, attribuito a Francesco Torbido. Nel terzo nicchione di destra si trova la tela rappresentante la Sacra Famiglia con San Rocco, Sant'Aniano, San Marco e San Sebastiano, di Bonifacio Veronese. Nel quarto nicchione di destra campeggia la tela che raffigura Cristo risorto tra i santi, opera di Giacomo Barbelli. Dietro l'altare maggiore, opera dell'abate Gaspare Turbini, è collocata la Pala con la Santissima Trinità e sotto San Giorgio che uccide il drago, di Andrea Celesti. Nel quarto nicchione di sinistra, in un altare di stucco e marmo, è inserita una crocifissione lignea; nella cimasa si trova un quadretto del Lucchese raffigurante San Michele che libera le anime del purgatorio. Il terzo nicchione di sinistra racchiude più opere. Vi è collocata la Madonna di San Luca, opera di uno dei madonnari che, stabilitisi a Venezia, tramandarono per parecchi secoli questo tipo di pittura. La tavola originale viene scoperta ogni 5 anni con solenni cerimonie e quella che si vede è solo una copia. Al centro c'è la tela di Antonio Gandino inserito in quadretti dipinti sulla stessa tela, ognuno con la sua cornice, raffiguranti i misteri del Rosario. Nel secondo nicchione di sinistra, trasportata nel 1804 da San Rocco, si trova una tela che rappresenta la Santissima Trinità, con al centro San Basilio attorniato da San Sebastiano, San Bernardo, San Marco e San Rocco, in passato attribuita a Jacopo Tintoretto, oppure al figlio Domenico, ma più probabilmente ascrivibile al pittore veneziano Leonardo Corona. Nel primo nicchione di sinistra si trova infine una tela di Camillo Rama, con le tre figure di San Carlo, San Domenico e San Lorenzo. Nella parete di fondo, sopra la porta principale, è presente un enorme quadro di Pietro Marone, che originariamente si trovava nel refettorio dei canonici regolari della parrocchia di San Giovanni a Brescia, e venne portato qui nel 1804.
Nella sagrestia vecchia sono inoltre presenti diversi dipinti, tra i quali meritano una menzione una tavoletta con la testa decollata di San Giovanni Battista, attribuita variamente a scuola veneta della seconda metà del '500, alla bottega di Tiziano o ancora al lodigiano Callisto Piazza; una tela rappresentante la Madonna col Bambino in gloria e i SS. Giovanni evangelista e Stefano protomartire, del fiammingo Pietro Mera, allievo di Palma il Giovane (dipinto che in precedenza si trovava nella seicentesca chiesa degli Adamino, poco fuori dall'abitato di Bagolino); infine, una pala che ritrae la Madonna col Bambino tra i SS. Stefano e Lorenzo Giustiniani e, sotto, Sant'Antonio Abate, di Antonio Giarola, detto il Cavalier Coppa (attribuita erroneamente in precedenza a Carlo Ridolfi).